# Citrogramma pendleburyi
Citrogramma pendleburyi är en tvåvingeart som först beskrevs av Charles Howard Curran 1928.  Citrogramma pendleburyi ingår i släktet Citrogramma och familjen blomflugor. Inga underarter finns listade i Catalogue of Life.